# John Dolmayan
John Ohannes Dolmayan (Bejrut, 15. srpnja 1973.), američki glazbenik armenskog podrijetla, najpoznatiji kao bubnjar sastava System of a Down, te trenutačni bubnjar sastava Scars on Broadway. Rođen je u Libanonu, gdje je proveo prve godine života, a zatim se s obitelji preselio u Sjedinjene Američke Države. 

## Vanjske poveznice
|  | Zajednički poslužitelj ima još gradiva o temi System of a Down |

- Službena SOAD stranica
- Torpedo Comics projket